# Iichirō Hatoyama
Iichirō Hatoyama (jap. 鳩山 威一郎 Hatoyama Iichirō; ur. 11 listopada 1918 w Tokio, zm. 19 grudnia 1993 tamże) – japoński polityk, minister spraw zagranicznych w latach 1976–1977.

## Życiorys
Był politykiem Partii Liberalno-Demokratycznej. W latach 1976–1977 był ministrem spraw zagranicznych w rządzie premiera Takeo Fukudy.
Iichirō Hatoyama pochodził z rodziny polityków: był wnukiem Kazuo Hatoyamy, przewodniczącego parlamentu w okresie Meiji i najstarszym synem powojennego premiera Ichirō Hatoyamy. Jego dwaj wpływowi synowie: Kunio Hatoyama i Yukio Hatoyama, to czwarte pokolenie polityków.